# Inspector Clouseau, el rey del peligro
Inspector Clouseau (Inspector Clouseau, el rey del peligro en español)  es una película británica de 1968, la tercera en la popular serie de películas de La Pantera Rosa. Dirigida por Bud Yorkin, y protagonizada por Alan Arkin, quien sustituyó a Peter Sellers, en el papel principal.
La película es particularmente notable por ser la primera (y única) que no fue dirigida por Blake Edwards estando en vida.

## Argumento
El argumento publicado por la productora fue el siguiente: 

El inspector Closeau es comisionado a Scotland Yard con la esperanza de que su trabajo pueda ayudar a recobrar una parte del botín del llamado Great Train Robbery de 1963, que está siendo usado en nuevos crímenes. Pero Scotland Yard no sabe lo que implica tener a Clouseau con ellos.

## Comentarios
La película fue la última del papel de Jacques Clouseau hasta 1975, cuando reaparece en El Regreso de la Pantera Rosa. El diseño de trajes y elementos cómicos de Peter Sellers se mantuvieron con la participación de Arkin y se conservaron cuando aquel retomó el protagonismo para El Regreso.
Frank Waldman y Tom Waldman también hicieron su debut escribiendo el guion en la serie. Waldman permaneció conjuntamente en la saga escribiendo El Retorno de la Pantera Rosa, La Pantera Rosa ataca de nuevo, La venganza de la Pantera Rosa y en Tras la pista de la Pantera Rosa.
Además de las películas de 2006 y 2009, el Inspector Clouseau es la única en la serie en que no aparece del todo Sellers (o no es ni siquiera mencionado) y no están dirigidas por Blake Edwards. Ambos estaban involucrados en ese momento con la película The Party (La fiesta inolvidable), que tuvo una filmación particularmente tensa entre ambos.
Tras las dos exitosas películas anteriores con el inspector Clouseau, Blake Edwards y Peter Sellers prometieron nunca volver  a trabajar juntos, debido a diferencias personales. El productor Walter Mirisch estaba interesado en una tercera película de Clouseau, pero Sellers se negó repetidamente el papel. Tras el éxito de Alan Arkin con Los rusos están viniendo, los rusos están llegando  Mirisch le preguntó a Arkin si quería hacer el papel de Clouseau, a lo que respondió afirmativamente.
Sin embargo, Blake Edwards rechazó la tarea de los productores, por lo que Mirisch se encontró con el director Bud Yorkin para realizarla. Solo poco antes de rodar, se puso en contacto con Sellers y Mirisch le afirmó que solo él podía desempeñar el papel y que, si bien el mismo actor aprobó el guion, Mirisch lo rechazó.
La Mirisch Company quería seguir adelante con esta película, así que cuando Sellers y Edwards se negaron a participar, Mirisch decidió proceder sin ellos. La película languidece en la oscuridad a pesar de la buena actuación de Arkin, quien logró un gran papel sin tratar de imitar a Peter Sellers
Inspector Clouseau, el rey del peligro finalmente fue producida por Louis Rachmil bajo Mirisch Films, una de las empresas de cine del Reino Unido, por lo que se considera esencialmente una película británica.
Edwards y Sellers regresaron con El Regreso de la Pantera Rosa en 1975, varios años después de que Walter Mirisch abandonara el estudio.
- Datos: Q921042